# Diplocolenus
Diplocolenus är ett släkte av insekter som beskrevs av Ribaut 1946. Diplocolenus ingår i familjen dvärgstritar.

## Dottertaxa tillDiplocolenus, i alfabetisk ordning[1][2]
- Diplocolenus abdominalis
- Diplocolenus admistus
- Diplocolenus alaicus
- Diplocolenus altaicus
- Diplocolenus aquilonius
- Diplocolenus bekiri
- Diplocolenus bensoni
- Diplocolenus bohemani
- Diplocolenus bohemanni
- Diplocolenus brevior
- Diplocolenus caucasicus
- Diplocolenus configuratus
- Diplocolenus convenarum
- Diplocolenus exsiliatus
- Diplocolenus fraternellus
- Diplocolenus frauenfeldi
- Diplocolenus funebris
- Diplocolenus gazelicornis
- Diplocolenus hardei
- Diplocolenus ikumae
- Diplocolenus kazsabi
- Diplocolenus kyrilli
- Diplocolenus laetitiae
- Diplocolenus melichari
- Diplocolenus monticola
- Diplocolenus nigricans
- Diplocolenus nigrifrons
- Diplocolenus orientalis
- Diplocolenus pazoukii
- Diplocolenus penthopitta
- Diplocolenus penthopittus
- Diplocolenus quadricornis
- Diplocolenus quadrivirgatus
- Diplocolenus rustavelicus
- Diplocolenus sichotanus
- Diplocolenus sudeticus
- Diplocolenus suttholli
- Diplocolenus temperei
- Diplocolenus tianshanicus
- Diplocolenus turkestanica
- Diplocolenus uniformis